# Athysanella stylosa
Athysanella stylosa är en insektsart som beskrevs av Blocker 1988 . Athysanella stylosa ingår i släktet Athysanella och familjen dvärgstritar. Inga underarter finns listade i Catalogue of Life.